# Campo di sterminio di Sobibór

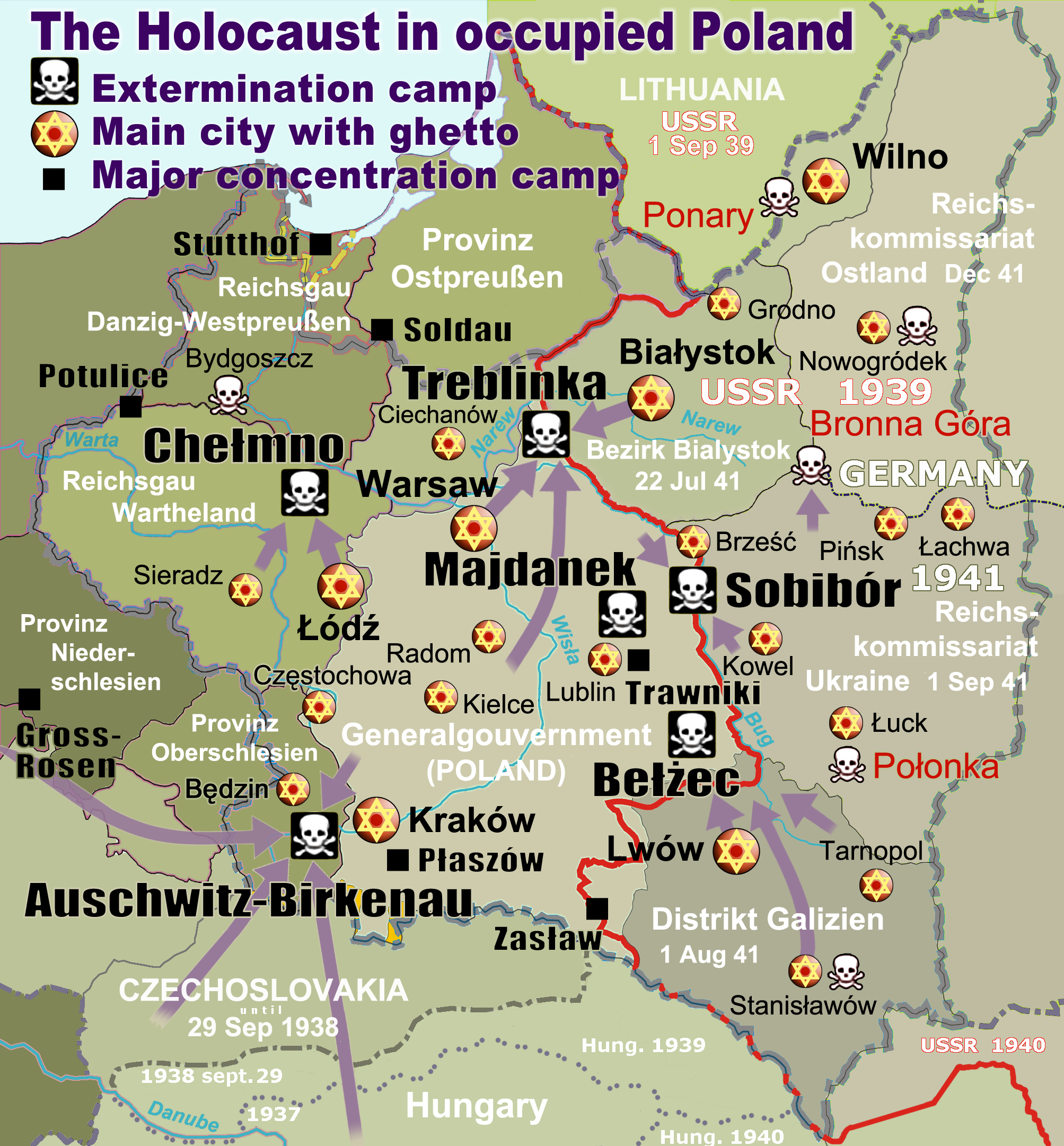
Sobibor è uno dei sei centri di sterminio, secondo la nomenclatura adottata dallo storico Raul Hilberg

Sobibór (pronuncia [sɔˈbibur]) fu (con Chełmno, Bełżec, Treblinka e Auschwitz-Birkenau) uno dei principali campi di sterminio del regime nazista durante l'Olocausto.
Costruito a marzo del 1942, il campo prende il nome del villaggio presso il quale venne edificato, ora parte del voivodato di Lublino in Polonia. Con Bełżec e Treblinka fu uno dei tre campi di sterminio nazisti costruiti nell'ambito dell'operazione Reinhard.
Gli internati, qui deportati tramite convogli ferroviari, erano in gran parte ebrei, prigionieri di guerra sovietici e zingari. All'arrivo al campo, i prigionieri erano immediatamente separati: alcuni erano destinati al lavoro forzato, altri, la maggior parte, alle camere a gas. A Sobibór furono uccise, secondo l'United States Holocaust Memorial Museum, circa 167 000 persone, ma secondo altri le vittime furono tra 200 000 e 250 000, delle quali 207 000 provenienti dalla Polonia, 31 000 dalla Cecoslovacchia, 10 000 dalla Germania e dall'Austria, 4 000 dalla Francia, 14 000 dalla Lituania, e 34 313 dai Paesi Bassi. Fra le vittime di Sobibór c'è anche Helga Deen, autrice del diario Kamp Vught in cui racconta la sua esperienza di prigioniera nel campo di concentramento di Herzogenbusch.

## Localizzazione
Il campo di sterminio di Sobibór era situato presso l'omonimo villaggio, a sua volta situato nel distretto di Włodawa, nella Polonia orientale, presso la linea ferroviaria Chelm - Włodawa. Sobibór è situato a circa 11 chilometri a sud-est di Włodawa e a circa 80 chilometri a est di Lublino.

## Contesto storico
Il campo di Sobibór fu uno dei tre campi, insieme a Treblinka e Bełżec, costruiti nell'ambito dell'Aktion Reinhard, ossia l'operazione di sterminio degli ebrei concentrati nel Governatorato Generale, nella Polonia occupata, ideata dal gerarca nazista Reinhard Heydrich, governatore del Protettorato di Boemia e Moravia. Nel marzo 1942 giunse a Sobibór il capomastro Hauptsturmführer Richard Thomalla, capitano delle SS, incaricato della costruzione del campo, che si concluse nell'aprile dello stesso anno. Un gruppo di ebrei e di prigionieri ucraini del vicino campo di concentramento di Trawniki vennero costretti a costruire il campo. Una volta completata la costruzione di Sobibór, gli appartenenti a queste squadre speciali, Sonderkommando, furono fucilati. Il campo di Sobibór era stato edificato sull'esempio degli altri campi della Aktion Reinhard: di modeste dimensioni, con uno staff di specialisti provenienti dal programma di eutanasia, e quindi già esperti nell'utilizzo delle camere a gas. Lo staff era composto da una trentina di SS e da un centinaio di guardie ucraine. Alla fine di aprile, una volta terminata la costruzione del lager, Thomalla venne sostituito da un nuovo comandante, Franz Stangl, che era stato in precedenza uno degli uomini di rilievo dell'Aktion T4.

## Storia del campo

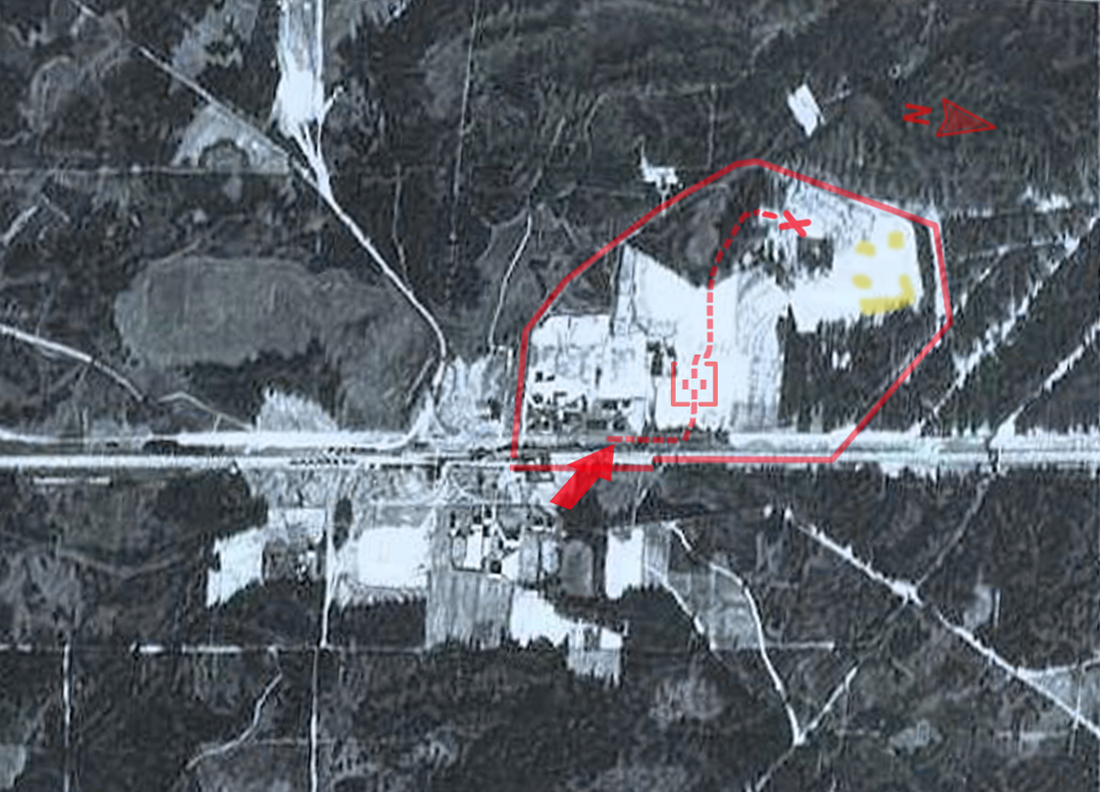
Ripresa aerea del campo di Sobibór, fotografia scattata probabilmente durante il periodo di costruzione del lager. Alcune strutture, come le baracche del Campo II ed il Campo III, non sono ancora state costruite. La linea rossa indica la piattaforma ferroviaria e la croce la posizione delle camere a gas. Il quadratino rosso, invece, indica la zona dove i detenuti erano costretti a denudarsi.

Il campo entrò in funzione il 16 maggio 1942, ospitando i primi convogli di ebrei, provenienti dalla Polonia, dalla Germania, dall'Austria e dalla Cecoslovacchia. In questa prima fase, che va fino al luglio dello stesso anno, vennero eliminati tra i 90 000 e i 100 000 ebrei.
Alla fine di agosto il comandante del campo Franz Stangl venne inviato a Treblinka e sostituito da Franz Reichleitner, che comandava il campo con talmente tanta precisione che, sotto il suo comando, tutti i treni furono sempre liquidati lo stesso giorno dell'arrivo e neanche uno veniva lasciato per il giorno dopo. I trasporti, che ebbero un'interruzione tra l'agosto ed il settembre 1942, ripresero in ottobre. In totale dall'ottobre 1942 al giugno 1943 vennero uccisi altri 70-80 000 ebrei.
Il 12 febbraio 1943 giunse a Sobibór il capo delle SS Heinrich Himmler che assistette all'intero processo di eliminazione di un trasporto. A marzo vennero massacrati 4 000 ebrei francesi (divisi in due trasporti) e tra marzo e luglio fu la volta di 35 000 ebrei olandesi, tutti provenienti dal campo di concentramento di Westerbork. Con gli ebrei olandesi la menzogna del campo di sosta venne perfezionata. Al loro arrivo, infatti, venivano invitati a scrivere ai loro parenti nei Paesi Bassi e a dare notizie positive. Una volta scritte le lettere venivano sottoposti al quotidiano sistema di eliminazione.
Verso la metà di settembre vennero uccisi circa 14 000 ebrei provenienti da Minsk, Vilna e da Lida, in Bielorussia, che erano stati evacuati per liquidare i ghetti. Ad ottobre, furono sterminati circa 25.000 prigionieri ebrei provenienti dalla Slovacchia. Per cancellare le prove dello sterminio, dalla fine dell'estate del 1942 i corpi delle vittime venivano riesumati e cremati dai detenuti ebrei, che erano costretti a compiere tutte le operazioni che precedono e seguono la gassatura. In questo modo i nazisti cercavano di scaricare (o almeno di condividere) i loro crimini sugli ebrei stessi.

## Il campo

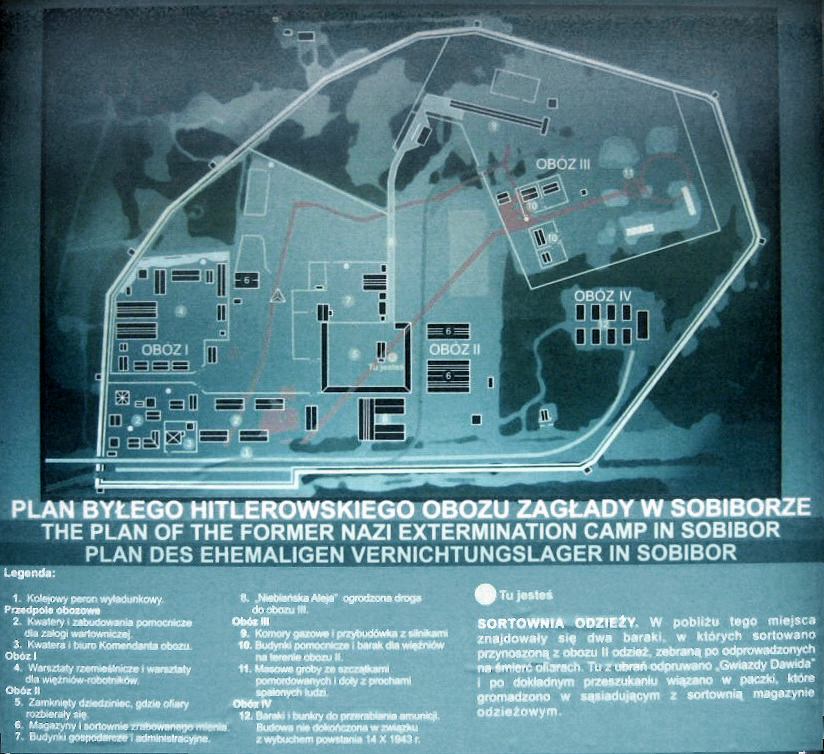
Mappa del campo di sterminio di Sobibór

Il campo di Sobibór aveva la forma di un rettangolo di 400x600 metri, circondato da una doppia recinzione di filo spinato alta 3 metri e parzialmente intrecciata con rami di pino per impedire la visuale dalla zona della stazione. Il lager era circondato da un campo minato largo 50 metri. Agli angoli del campo erano collocate le torri di guardia in legno. Il campo era diviso in tre aree singolarmente recintate:
- la zona di amministrazione delle SS, Vorlager, che includeva la rampa, con uno spazio per 20 vagoni ferroviari, l'ingresso principale con il cancello e il cartello in legno recante la dicitura "SS-Sonderkommando", scritta in caratteri gotici, gli alloggi delle SS e delle guardie ucraine e le officine per il commando di ebrei (Campo I)[6][8];
- la zona di "ricezione" o di "accoglienza" (Campo II), dove dovevano passare gli ebrei attraverso varie procedure prima della loro morte nelle camere a gas. Nel campo II, i deportati venivano divisi secondo il sesso, consegnavano le proprie valigie, i soldi e i preziosi al cassiere Alfred Ittner, poi sostituito da Herbert Floss, ed erano costretti a svestirsi. Alle donne, inoltre, venivano tagliati i capelli. Un'orchestra suonava durante tutta questa procedura. Nella loro strada verso le camere a gas, le vittime nude attraversavano vari edifici, ovvero alcune baracche di deposito, una seconda vecchia casa forestale, separata da un'alta palizzata in legno, una piccola area agricola con scuderie per cavalli, bovini, maiali e oche, e una piccola cappella cattolica, costruita in legno[6][8];
- la zona per lo sterminio vero e proprio (Campo III), comprendente le camere a gas, le fosse comuni (dove venivano sepolti i cadaveri delle vittime) e gli alloggi per i prigionieri ebrei che vi lavoravano. Un passaggio, largo 3-4 metri e lungo 150 metri, chiamato "il tubo", collegava la zona di accoglienza a quella di sterminio. Su entrambi i lati "il tubo" era recintato con filo spinato, intrecciato con rami di pino. Attraverso di esso le vittime nude erano avviate verso le tre camere a gas, collocate dentro un edificio in mattoni. Ogni camera a gas aveva una capacità di 160-180 persone. Il monossido di carbonio, gas utilizzato per uccidere i prigionieri, affluiva nelle camere attraverso alcuni tubi. Un binario con carrelli ribaltabili conduceva alle fosse per seppellire i cadaveri, lunghe circa 50-60 metri, larghe 10-15 metri e profonde 5-7 metri. Alle persone anziane, agli ammalati e agli invalidi veniva detto che avrebbero ricevuto cure mediche, invece venivano messi su dei carretti o, successivamente, su dei carrelli ribaltabili, che erano spinti da uomini o tirati da cavalli, condotti alle fosse di seppellimento e fucilati. Poiché la capacità di sterminio non poteva far fronte all'aumento del numero dei trasporti, durante il mese di luglio 1942 le vecchie camere a gas furono rimpiazzate da un edificio più grande, che conteneva sei camere a gas, tre su ciascuno dei due lati del corridoio che correva al centro della struttura. In questo modo circa 1.300 persone potevano essere gasate contemporaneamente[6][8].

## Vita nel campo
Ogni giorno giungeva a Sobibór almeno un convoglio di prigionieri. Una volta arrivati, essi venivano fatti scendere dal treno dai Sonderkommando. La tecnica utilizzata dai nazisti a Sobibór consisteva nel tenere segreto sino all'ultimo momento alle vittime il destino che li attendeva. Per mezzo di un altoparlante veniva detto loro che si trovavano in un campo di transito, che avrebbero proseguito verso est verso un campo di lavoro e che, per prevenire eventuali malattie quali il tifo e la scabbia, era necessario fare una doccia e disinfestare gli abiti. Dopo l'annuncio delle SS gli uomini e i ragazzi venivano separati dalle donne e dai bambini e condotti in due diversi gruppi verso le camere a gas. Per diminuire le possibilità di resistenza da parte dei prigionieri ogni cosa veniva fatta alla massima velocità e gli stessi erano costretti a correre.
Le vittime venivano ammassate nelle camere a gas a colpi di bastone e spintoni. Il gas impiegava circa trenta minuti per uccidere tutte le vittime. Mentre i Sonderkommando ripulivano il treno, le squadre di lavoro del Campo III si occupavano di estrarre i denti d'oro, seppellire i cadaveri nelle fosse e ripulire le camere a gas. L'intero processo durava circa tre ore. Quando capitava che giungesse a Sobibór più di un convoglio il primo treno svuotato e ripulito dai Sonderkommando ripartiva lasciando spazio lungo la banchina al secondo convoglio che aveva atteso sino a quel momento.
Alcune centinaia di prigionieri ebrei venivano scelti tra i primi trasporti per svolgere i lavori nel campo. Alcuni lavoravano come sarti, calzolai, artigiani e orafi, altri svolgevano le attività delle SS e delle guardie ucraine. Questo gruppo di prigionieri assommava a circa un migliaio di persone di cui circa 150 donne. Le squadre erano così suddivise:
Una squadra lavorava alla piattaforma con il compito di rimuovere i corpi dei deceduti durante i trasporti, pulire i vagoni e raccogliere gli oggetti abbandonati, un'altra squadra era assegnata all'area di "accoglienza" e si occupava di separare gli abiti per tipologia, esaminati per ritrovarvi oggetti preziosi o denaro, e di eliminare le stelle gialle cucite; un'altra squadra, composta da barbieri, si occupava di tagliare i capelli delle donne e di preparare i pacchi da spedire, altri duecento-trecento prigionieri erano impiegati nell'area di sterminio e avevano il compito di rimuovere i corpi dalle camere a gas, di portarli alle fosse comuni e di ripulire le camere; un gruppo, composto dai cosiddetti dentisti, estraeva dai cadaveri i denti d'oro, che saranno riutilizzati dai tedeschi per scopi commerciali; infine, vi era una squadra incaricata di eliminare le tracce dello sterminio riesumando e bruciando i cadaveri, i cui membri non sopravvivevano che pochi mesi venendo rimpiazzati da nuovi arrivati.

## La rivolta e lo smantellamento del campo

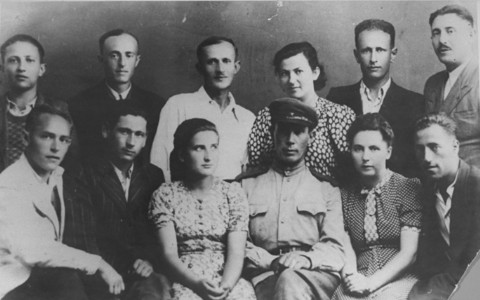
Ritratto di sopravvissuti della rivolta di Sobibór con Leon Feldhendler in alto a destra e Aleksandr Aronovič Pečerskij terzo da sinistra.

Il campo di Sobibór è noto anche per una rivolta dei prigionieri ebrei. Nel campo si stava organizzando un gruppo di resistenti che, sotto la guida di Leon Feldhendler, il quale era stato capo del Consiglio ebraico della città polacca di Żółkiewka, stavano progettando una rivolta per tentare di fuggire, sull'esempio del tentativo di fuga dei prigionieri di Treblinka del 2 agosto 1943 e della rivolta del ghetto di Varsavia. I rivoltosi trovarono in Aleksandr Aronovič Pečerskij, ufficiale ebreo dell'Armata rossa, l'uomo più adatto a guidarli per la sua esperienza e capacità in guerra.
Il piano per la rivolta prevedeva di attirare singolarmente in un luogo isolato gli ufficiali delle SS e ucciderli. In seguito, i prigionieri avrebbero assaltato l'arsenale del campo e, dopo essersi riforniti di armi, sarebbero fuggiti dall'entrata principale, l'unica accessibile, poiché il resto del terreno circostante il lager era minato. Gli organizzatori della rivolta cercarono anche la complicità delle guardie ucraine che accettarono di aiutarli per non essere incluse nell'eliminazione delle SS tedesche, ma poi quasi tutte fuggirono per conto loro.
Il 14 ottobre 1943 iniziò la rivolta di Sobibór. Undici ufficiali delle SS vennero uccisi, ma la scoperta del cadavere del sergente Rudolf Beckmann mise in allerta i guardiani del campo, che iniziarono a massacrare i primi detenuti che tentavano la fuga attraverso il campo minato in direzione del bosco. Alcuni di questi prigionieri morirono saltando per aria sulle mine, aprendo la strada agli altri che li seguivano. 
Dei circa seicento detenuti in fuga, circa la metà riuscirono a evadere, ma di questi, settanta furono uccisi mentre fuggivano. Dei sopravvissuti, circa centosettanta vennero nuovamente catturati dalle SS nei dintorni del lager e uccisi nei giorni seguenti, assieme ad altri prigionieri che non avevano partecipato all'evasione.
I nazisti, in seguito alla rivolta, decisero di chiudere il campo demolendolo e occultandone il sito, dove piantarono centinaia di alberi. Al suo posto venne costruita una finta fattoria, abitata da una guardia ucraina che si spacciava per un contadino. Le strutture vicine alla rampa furono utilizzate fino al luglio 1944 per il servizio di costruzione tedesco, Baudienst, mentre la stazione ferroviaria di Sobibór funzionò fino al 1999.

## Scoperta delle camere a gas

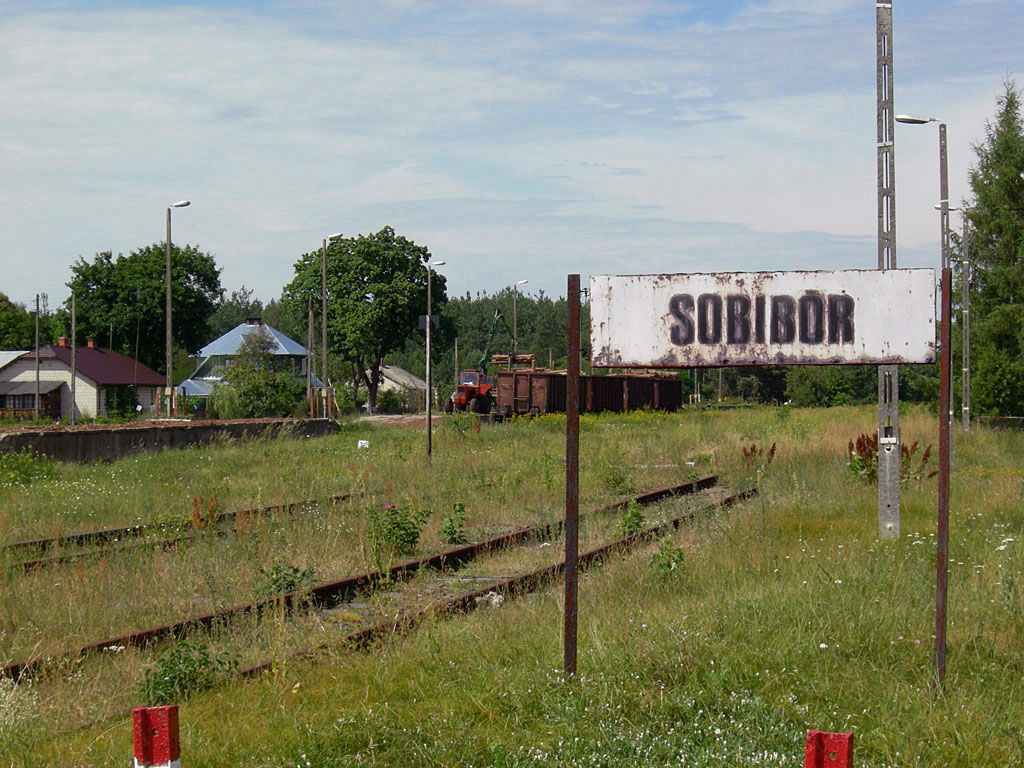
Il campo come si presenta oggi.

Il 18 settembre 2014 Yad Vashem, l'Ente nazionale per la Memoria della Shoah di Gerusalemme, dopo otto anni di opere di scavo archeologico, ha annunciato di aver individuato l'esatta collocazione delle camere a gas del campo di sterminio di Sobibór. Nel corso di questi lavori sono stati reperiti vari oggetti personali delle vittime, ad esempio anelli, orecchini, collane, boccette di profumo, astucci di medicinali. Yad Vashem ritiene importante questa scoperta, poiché fra l'altro ciò permetterà di elaborare una stima più precisa del numero dei morti nel lager, considerato anche il fatto che nessuno fra gli ebrei che si occupavano delle camere a gas è sopravvissuto.

## Sopravvissuti di Sobibór
Si è a conoscenza di soli 58 superstiti di Sobibór, 48 uomini e 10 donne, alcuni dei quali fuggirono dal campo prima della rivolta del 14 ottobre 1943. Altri ancora sopravvissero a Sobibór ma vennero uccisi nei mesi successivi, poco prima della fine della guerra. La lista dei superstiti non comprende però quei prigionieri, come lo storico e scrittore olandese Jules Schelvis, che al loro arrivo al campo furono immediatamente trasferiti in altri campi di lavoro, rimanendo dunque a Sobibór solo per poche ore.

## Gennaio 2020: L'acquisizione della "Sobibor Perpetrator Collection" da parte dell'United States Holocaust Memorial Museum
L'United States Holocaust Memorial Museum di Washington, il più importante museo statunitense sulla Memoria dell'Olocausto, ha annunciato il 28 gennaio 2020 «un'importante nuova aggiunta alla sua collezione»: la Sobibor Perpetrator Collection. Secondo gli storici del museo, la collezione «offre una visione senza precedenti» dei crimini compiuti a Sobibor, uno dei campi di sterminio costruiti con il dichiarato scopo di eliminare fisicamente gli ebrei. La collezione riguarda una vasta ed importante esclusiva raccolta di documenti e fotografie riguardanti il periodo in cui operò il campo di sterminio del regime nazista ovvero dall'aprile 1942 al novembre 1943, creata dal vicecomandante tedesco del campo Johann Niemann. La collezione nello specifico è composta da 361 fotografie esclusive, e da decine di documenti cartacei dell'epoca .

## Filmografia
- Собибор / Sobibor, regia di Andrej Maljukov (2017)
- Escape From A Nazi Death Camp, regia di Hereward Pelling (2014) (documentario)
- Sobibor, 14 octobre 1943, 16 heures, regia di Claude Lanzmann (2001). Documentario, presentato per la prima volta al Festival di Cannes 2001.
- Fuga da Sobibor, regia di Jack Gold (1987). Film TV, tratto dal libro omonimo di Richard Rashke.
- Sobibor - La grande fuga, regia di Konstantin Chabenskij (2018). Basato sul libro "Alexander Pechersky: Breakthrough to Immortality" della scrittrice Il'ja Vasil'ev.

## Comandanti del campo
- SS-Hauptsturmführer Franz Stangl (aprile 1942 - settembre 1942)
- SS-Hauptsturmführer Franz Reichleitner (settembre 1942 - ottobre 1943)
- SS-Oberscharführer Karl August Wilhelm Frenzel